# 无字小说

无字小说于20世纪20年代在德国兴起，通常属表现主义风格，采用木刻或类似手段呈现。上图是法朗士·麦绥莱勒1918年作品《一个人的受难》。

无字小说是采用无字幕连环图片表述故事情节的叙事类型，又因作者创作时大多采用木刻及其他浮雕印刷术而得名木刻小说。这种叙事形式主要是在20世纪20至30年代兴起，并以德国最流行。
无字小说源自20世纪初的德国表现主义运动，这类典型的社会主义作品从中世纪木刻版画汲取灵感，利用生硬古怪的视觉风格表现对社会不公的畏和挫折感。1918年，比利时作家法朗士·麦绥莱勒率先推出无字小说开山之作《一个人的受难》，德国的奥托·努克及其他美术家紧随其后。1929年，林德·沃德推出《上帝之人》，无字小说开始在美国落地生根，漫画家米尔特·格罗斯还在1930年推出戏仿作品《他对不起她》。20世纪30年代初期，无字小说的产量和流行程度达到巅峰，但不久就因有声电影竞争，以及纳粹德国和美国的反社会主义审查制度影响逐渐衰落。
第二次世界大战结束后，无字小说新作诞生频率急剧下降，早期作品也不再出版。但到了20世纪60年代，美国漫画粉丝文化将无字小说视为漫画书籍的原型，重新引起人们的兴趣。20世纪70年代，漫画家威尔·埃斯纳和阿特·斯皮格曼等人以无字小说为榜样，创作出全图书长度的非流派漫画——“图画小说”；埃里克·德鲁克和彼得·库珀等漫画家也从无字小说汲取灵感，创作形式更接近的无字图画小说。

## 特点

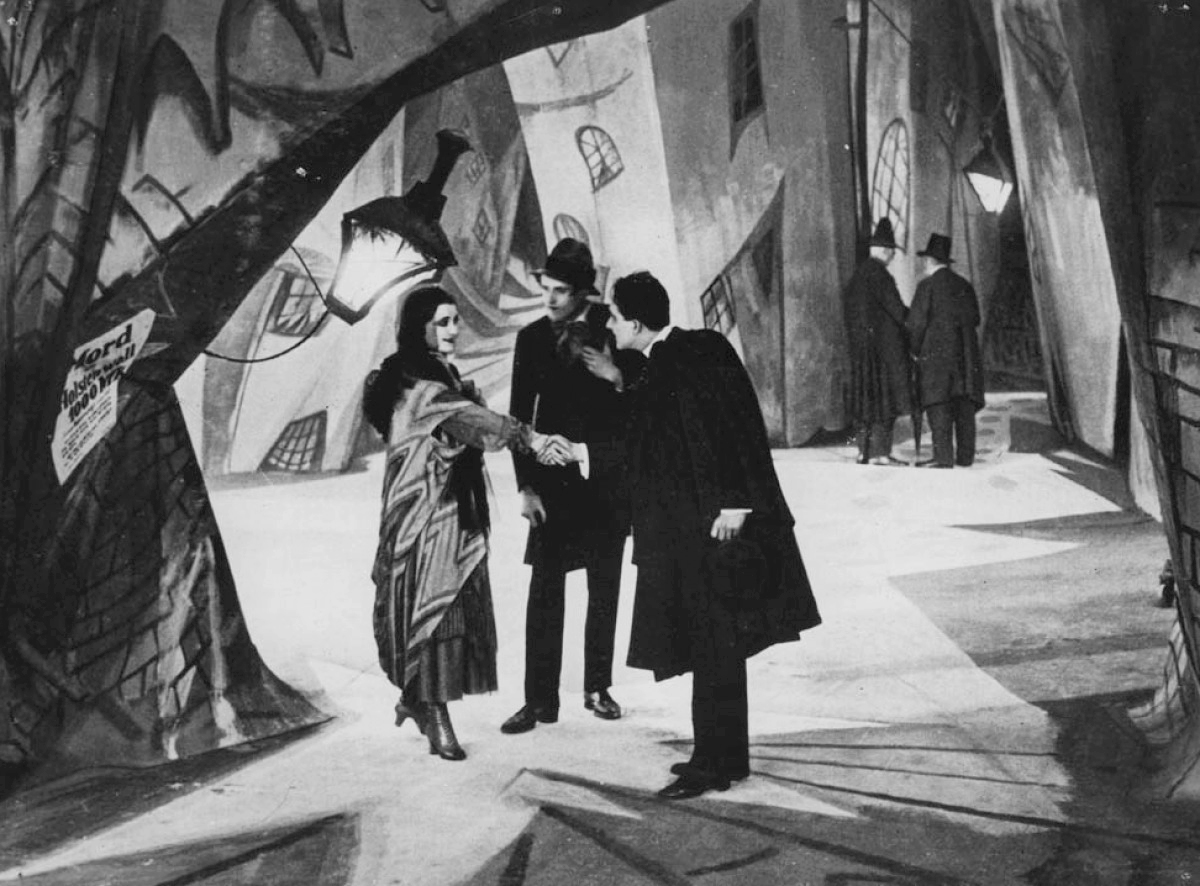
表现主义电影和图像对早期无字小说影响很大，上图是1920年的无声片《卡里加里博士的小屋》。

无字小说使用没有文字的连环画面表述情节，许多作品采用抗争资本主义的社会主义主题，学者佩里·威利特（Perry Willett）就认为无字小说几乎都包含该主题。这种叙事类型的表现形式和道德取向与表现主义画作、戏剧和电影存在千丝万缕的联系。法朗士·麦绥莱勒等无字小说家借鉴中世纪木刻生硬古怪的视觉风格，配合简明的传统肖像艺术，表达对社会不公的畏和革命政治理念。无字小说通常只有书名和章节标题使用文字，偶尔的例外情况大多是图像中包含文字，如广告牌、标志牌等。
无字小说的情节大多戏剧冲突强烈，而且有提倡抗争社会压迫的显著倾向，书中人物往往善恶分明，或因经济、政治及其他社会因素影响难以发声，描绘好人的笔触大多充满同情，坏人受到作者道德层面的鄙视。
大部分无字小说家的作品很少，除麦绥莱勒和林德·沃德（Lynd Ward）外，极少有人作品超过一部。这些图书从创作开始就为大量生产做准备，与奥托·迪克斯、乔治·格罗兹和凯绥·柯勒惠支等画家专为收藏家制作的限量版作品集正好相反。迪克斯等人的作品集通常有八到十幅画作，同样有欣赏顺序要求；相比之下无字小说更长，情节也复杂得多，印刷规格、尺寸可与传统小说相提并论。无声电影是当时最流行的无声视觉媒体，对无字小说影响很大，书中可以找到平移、缩放、闹剧等多种无声电影摄制技巧的痕迹。沃德就曾表示，创作无字小说前，他必须先把情节在脑海里构想成无声片。

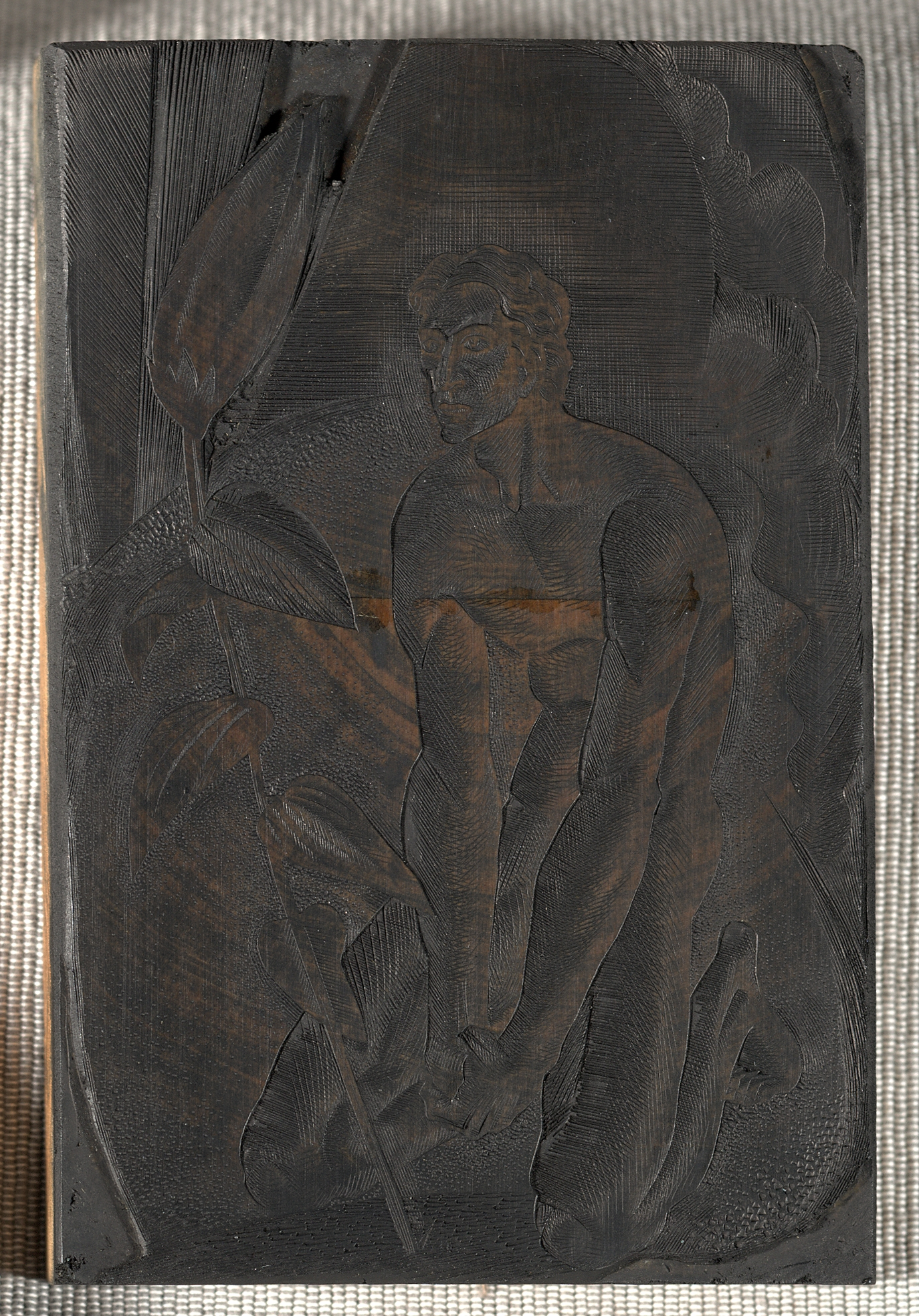
无字小说家大多采用浮雕印刷术，上图是林德·沃德1933年作品《百万年序幕》中的木雕版画。

绝大多数无字小说采用浮雕印刷术，如木刻、木雕、金属雕刻和油毡浮雕。浮雕印刷源于八世纪的中国，于15世纪传入欧洲，是非常古老的印刷术。作者先把图案画在（或用其他方法转移到）印刷块上，把无需印刷的位置（空白部分）切除，留下的浮雕部分沾上墨水后印刷。大部分无字小说采用单色印刷，通常都是黑色，偶尔会用到赭黄色或橙色。浮雕印刷价格低廉但劳动强度大，适合有社会意识的作家向工薪阶层推广无字小说。

## 历史
15世纪，欧洲采用木刻版书印刷宗教指南，其中最流行的是死亡艺术（Ars moriendi）。16世纪初，木刻版书被约翰内斯·谷登堡采用活字印刷术生产的图书取代。虽然雕刻技术逐渐代替木刻，但在阿尔布雷希特·丢勒、小汉斯·霍尔拜因和约斯特·安曼（Jost Amman）等人坚持下，木刻没有在16世纪退出历史舞台。18世纪，木雕在托马斯·贝威克（Thomas Bewick）的率先推动下流行起来，但到了19世纪又不得不向石版印刷等更先进的技术让位。

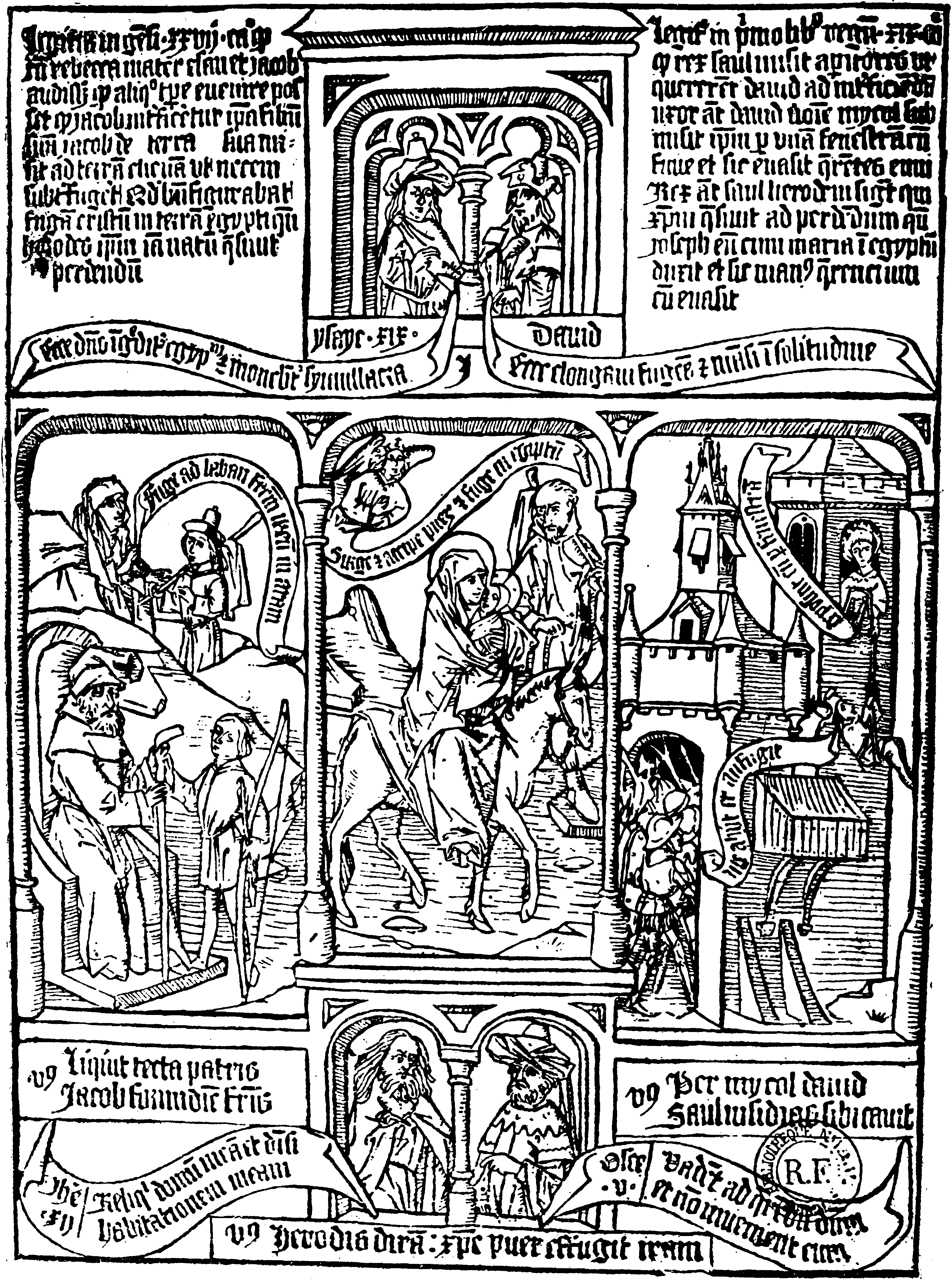
表现主义木刻版画家利用中世纪木刻生硬古怪的视觉风格表达畏，如上图的《穷人圣经》。

19世纪后半叶，后印象派画家保罗·高更为追求原始主义推动木刻印刷复兴。20世纪初，凯绥·柯勒惠支和马克斯·克林格尔等木刻版画家以社会不公为主题出版木刻作品集。受20世纪早期中世纪绘画艺术复兴，特别是以《穷人圣经》（Biblia pauperum）为代表的圣经木刻印刷品影响，马克斯·贝克曼、奥托·迪克斯、柯勒惠支和卡尔·施密特-罗特卢夫（Karl Schmidt-Rottluff）等许多表现主义画家都利用生硬古怪的视觉风格表达极其强烈的负面感受。

### 欧洲
无字小说源自表现主义运动。1918年，比利时作家法朗士·麦绥莱勒率先推出无字小说开山之作《一个人的受难》（25 images de la passion d'un homme）。该书颇为畅销，次年就推出续作《激情之旅》（Mon livre d'heures），是麦绥莱勒最长的无字小说，共有167幅图画，同年还译成英语。《激情之旅》商业上也很成功，并以德国最为热卖，与前作一起在20世纪20年代共卖出数十万本，马克斯·布罗德、赫尔曼·黑塞和托马斯·曼等名家均为小说作序。麦绥莱勒受表现主义戏剧和电影的影响很大，画作黑白对比强烈，内容夸张，涵义丰富。
麦绥莱勒书作大卖，促使其他画家投身无字小说，创作主题同样遵循麦绥莱勒所设基调，反映资本主义压迫。1921年，年仅13岁的波兰裔法国画家巴尔蒂斯以自己的猫为主题出版无字小说，诗人莱纳·玛利亚·里尔克为书作序。1926年，奥托·努克（Otto Nückel）推出《命运》，与麦绥莱勒讲述男人抗争社会的夸夸其谈相比，这部讲述女人生平的作品氛围更宏大，内容更细腻。1930年，《命运》亮相美国市场并大卖。
1928年，梅斐尔德用《失业青年》（Erwerbslose Jugend）试水无字小说。1931年，移民英格兰的匈牙利画家伊斯特万·塞格迪-苏特（István Szegedi-Szüts）推出《我的战争》（My War），讲述某匈牙利骑兵经历第一次世界大战导致理想幻灭的故事，绘图风格类似日本毛笔画。1931年，海伦娜·博乔罗拉科瓦-迪特里科瓦（Helena Bochořáková-Dittrichová）凭《童年》（Childhood）成为首位无字小说女作家。与麦绥莱勒和努克的作品讲述工人阶级斗争不同，《童年》主要呈现中产阶段的生活。博乔罗拉科瓦-迪特里科瓦觉得与小说相比，本书更像“循环”。1934年，超现实主义画家马克斯·恩斯特的无声拼贴小说《和蔼之周》（Une semaine de bonté）问世。第二次世界大战结束后，德国表现主义组织桥社成员沃纳·哥赛因（Werner Gothein）于1949年推出《走钢丝的人和小丑》（Die Seiltänzerin und ihr Clown）。

### 北美洲
1926年，林德·沃德从美国前往莱比锡学习美术，在此期间接触到麦绥莱勒和努克的作品。沃德共绘出六本无字小说，不过他更中意将其称为“绘画叙事”作品。1929年的《上帝之人》是他最有名的作品，也是他的处女作。沃德采用木雕技术创作，图像尺寸几乎每一页都有变化。《上帝之人》共卖出两万本，促使其他美国画家纷纷在20世纪30年代尝试无字小说。

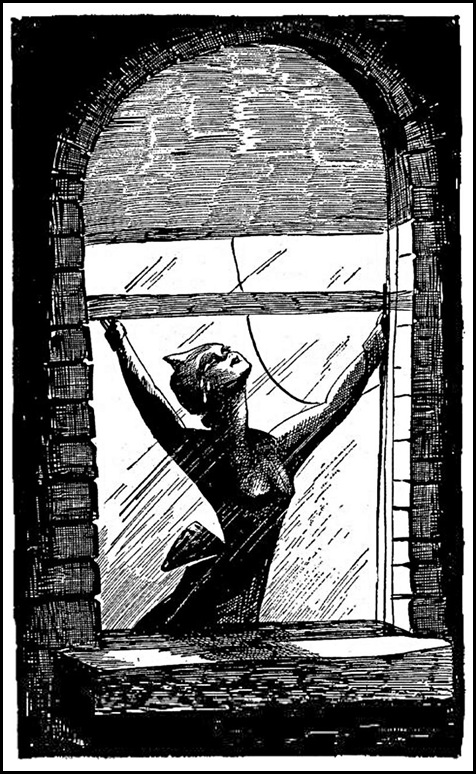
1930年的《他对不起她》是米尔特·格罗斯戏仿林德·沃德《上帝之人》的作品

1930年，漫画家米尔特·格罗斯（Milt Gross）推出无字小说戏仿之作《他对不起她》（He Done Her Wrong），大量借鉴漫画的画面版式设计：人物动作时而延伸到画面边界之外，本应显示文字的“对话气球”改用图像表达。同年，漫画家兼插画家威廉·格罗珀（William Gropper）的面世，讲述三位艺人失落的梦想。1933年，查尔斯·图扎克（Charles Turzak）通过《亚伯拉罕·林肯：木刻传记》（Abraham Lincoln: Biography in Woodcuts）记录这位美国总统的生平。1943年，动画师迈伦·沃尔德曼（Myron Waldman）的无字童话《夏娃》（Eve）问世，讲述丰满年轻女子想找个魅力十足老公的故事，书中也像《他对不起她》一样采用“图像气球”。
1930年，美国插图家詹姆斯·里德（James Reid）推出《基督生平》（The Life of Christ），这也是他唯一的无字小说。作品受到中世纪宗教图书的显著影响，还有明显的装饰风艺术特色，但因其宗教内容被苏联禁止进口。
1938年，意大利裔美国画家贾科莫·帕特里（Giacomo Patri）唯一的无字小说《白领》面世。该书采用油毡浮雕技术创作，讲述1929年股市崩盘的后果，旨在推动白领加入工会。小说还涉及多个极具争议的主题，如堕胎、穷人医保和基督教信仰的流失。1948至1951年，加拿大画家劳伦斯·海德（Laurence Hyde）创作木刻《南北十字》，表达他对美国军方比基尼环礁核试验的愤怒，这也是他仅有的无字小说。书中讲述美国军方疏散岛上居民准备核试验，但却有一家人留下来的故事。1957年，波兰裔美国画家司·乐文（Si Lewen）用《游行：55幅画作讲述的故事》（The Parade: A Story in 55 Drawings）试水无字小说，书中的反战理念赢得阿尔伯特·爱因斯坦赞赏。1964年，加拿大人乔治·库森（George Kuthan）推出《阿芙罗狄蒂的杯子》（Aphrodite's Cup），是古希腊风格的色情书。21世纪初，加拿大画家乔治·沃克（George Walker）创作出多本木刻无字小说，其中第一本是2010年的《时祷书》（Book of Hours），介绍九一一袭击事件前夕世界贸易中心形形色色的人物。

### 衰退
无字小说的热度在1929至1931年左右达到巅峰，有声电影在此期间开始取代无声片。20世纪30年代，许多版画家遭纳粹德国镇压和拘留，麦绥莱勒的作品沦为颓废艺术被禁。第二次世界大战结束后，美国通过审查手段压制宣扬社会主义观念的图书，林德·沃德的作品就在其中，联邦调查局还保有文件，记载他同情、支持社会主义的言行，这种审查导致早期无字小说成为美国罕见的收藏品。
历史的车轮进入20世纪40年代后，绝大多数画家都已不再创作无字小说。作品最多的麦绥莱勒和沃德都已投身其他创作形式并积累出更大的名声，麦绥莱勒的讣告甚至没有提及他的无字小说。大部分作品数十年没有再版，直到21世纪初图画小说兴起后，读者和出版商才重新对无字小说产生兴趣。

## 与漫画和图画小说的关系
“……虽然作品系出同源，但沃德的（作品）根基不是漫画……”——阿特·斯皮格曼，2010年《巴黎评论》
漫画发展史上偶有无字漫画（即“哑剧漫画”），例如奥托·索格洛（Otto Soglow）1931年开始推出的连环画《小国王》（The Little King），次年卡尔·托马斯·安德森（Carl Thomas Anderson）的《小亨利》。德国漫画家埃·奥·卜劳恩的无字连环漫画《父与子》在德国十分流行，1934至1937年共推出三卷。1961年，安东尼奥·普罗亚斯（Antonio Prohías）的无字《疯狂杂志》开始刊载《谍对谍》（Spy vs. Spy）。
1938年，美国漫画书产业先驱、漫画家威尔·埃斯纳首度接触沃德的无字小说，觉得这种叙事类型在漫画领域潜力巨大。但是，埃斯纳的同僚对他的抱负嗤之以鼻，觉得漫画不过是低档娱乐。20世纪50年代初，埃斯纳离开商业漫画界，投身政府和教育事业，直到20世纪70年代才回归。经过数十年的发展，读者和同行已经更能接受他的观念。1978年，埃斯纳开始创作整本图书长度的漫画，并在同年推出第一本“图画小说”《与上帝有约》，对20世纪接下来几十年的漫画发展有举足轻重的影响。埃斯纳称赞沃德“或许是（20世纪）最会用图像讲故事的人”。在他看来，沃德1937年的作品《眩晕》（Vertigo）需要读者充分发挥想象力才能全面理解图像中包含的情节。
图画小说的兴起推动无字小说复兴。漫画迷通过爱好者杂志探讨麦绥莱勒等人的作品，进而讨论漫画中诞生的伟大美国小说。漫画家阿特·斯皮格曼（Art Spiegelman）对这些探讨感到深受启发，于1973年推出四页连环画《地狱行星的囚犯》（Prisoner on the Hell Planet），画作受到沃德作品影响，呈表现主义风格，后在1992年收入他的图画小说《鼠族》。
图画小说通常会有字幕和对白，但埃里克·德鲁克（Eric Drooker）、彼得·库珀（Peter Kuper）、托马斯·奥特（Thomas Ott）、布莱恩·拉尔夫（Brian Ralph）、田中政志、刘易斯·特隆赫姆（Lewis Trondheim）和比利·西姆斯（Billy Simms）等漫画家都曾创作无字图画小说。亨德里克·多尔加森（Hendrik Dorgathen）的作品使用与《他对不起她》类似的无字对话框，其中包含各种符号、标识及其他图案。无字小说对德鲁克1992年的《洪水》（Flood）和库珀1997年的《系统》（The System）影响很大，两部作品都是聚焦社会主题的隐喻。2011年，宾夕法尼亚州大学图书馆群（Pennsylvania State University Libraries）和宾夕法尼亚州图书中心（Pennsylvania Center for the Book）开始颁发林德·沃德图画小说奖，该奖每年颁发一次，奖励为现金，由沃德的几位女儿设立，旨在彰显父亲对图画小说发展的影响。

### 脚注
1. 1 2 3 4  Willett 2005，第112頁.
2. 1 2 3 4  Willett 2005，第114頁.
3. 1 2 3 4 5  Willett 2005，第126頁.
4. ↑  Cohen 1977，第181頁.
5. ↑  Willett 2005，第130–131頁.
6. 1 2 3  Willett 2005，第131頁.
7. ↑  Willett 2005，第128頁.
8. ↑  Willett 2005，第128–129頁.
9. ↑  Walker 2007，第15頁.
10. ↑  Cohen 1977，第193頁.
11. ↑  Walker 2007，第16頁.
12. 1 2  Cohen 1977，第175頁.
13. ↑  Cohen 1977，第172–173, 175頁.
14. ↑  Cohen 1977，第176–177頁.
15. ↑  Cohen 1977，第177頁.
16. ↑  Willett 2005，第127–128頁.
17. ↑  Willett 2005，第111頁.
18. 1 2 3 4  Walker 2007，第17頁.
19. ↑  Cohen 1977，第180頁.
20. ↑  Willett 2005，第116頁.
21. ↑  Rewald 1984，第12–13頁; Walker 2007，第11頁.
22. 1 2  Smart 2011，第22–23頁.
23. ↑  Bi 2009.
24. ↑  Ward & Beronä 2005，第v頁.
25. 1 2  Cohen 1977，第191頁.
26. ↑  Walker 2007，第23頁.
27. 1 2  Beronä 2008，第177頁.
28. 1 2 3 4  Walker 2007，第21頁.
29. ↑  Beronä 2008，第115頁.
30. 1 2 3 4  Beronä 1999，第2–3頁.
31. ↑  Beronä 2001，第20–21頁.
32. 1 2 3  Beronä 2001，第19–21頁.
33. ↑  Beronä 2001，第21–22, 24頁.
34. ↑  Beronä 2008，第158頁.
35. ↑  Beronä 2008，第136頁.
36. ↑  Ward & Beronä 2005，第vi頁.
37. ↑  Beronä 2008，第170頁.
38. 1 2  Walker 2007，第25, 27頁.
39. ↑  Walker 2007，第31頁.
40. ↑  Cohen 1977，第195頁.
41. ↑  Beronä 1999，第2–3頁; Walker 2007，第10頁.
42. ↑  Smart 2011，第55頁.
43. ↑  Willett 2005，第129–130頁.
44. 1 2  Beronä 2008，第225頁.
45. ↑  Spiegelman 2010.
46. ↑  Beronä 2008，第153頁.
47. ↑  Kaplan 2010，第153頁.
48. 1 2  Chute 2012，第410頁.
49. 1 2  Beronä 2001，第20頁.
50. ↑  Kaplan 2010，第171頁.
51. ↑  Witek 2004，第100頁.
52. ↑  Beronä 2001，第27–28頁.
53. ↑  Reid 2014.

### 书目
- Beronä, David A. . Varnum, Robin; Gibbons, Christina T.  (编). . University Press of Mississippi. 2001: 19–39  [2020-06-09]. ISBN 978-1-60473-903-9. （原始内容存档于2021-03-06）.
- ———. . Abrams Books. 2008  [2020-06-09]. ISBN 978-0-8109-9469-0.
- Chute, Hillary. . Bray, Joe; Gibbons, Alison; McHale, Brian  (编). . Routledge. 2012: 407–419  [2020-06-09]. ISBN 978-0-415-57000-8. （原始内容存档于2021-03-06）.
- Kaplan, Arie. . Jewish Publication Society. 2010  [2020-06-09]. ISBN 978-0-8276-1043-9.
- Rewald, Sabine. . Metropolitan Museum of Art. 1984  [2020-06-09]. ISBN 978-0-8109-0738-6.
- Walker, George (编). . Firefly Books. 2007  [2020-06-09]. ISBN 978-1-55407-270-5.
- Ward, Lynd; Beronä, David. . . Dover Publications. 2005: iii–vi. ISBN 978-0-486-44500-7.
- Willett, Perry. . Donahue, Neil H.  (编). . Camden House Publishing. 2005: 111–134  [2020-06-09]. ISBN 978-1-57113-175-1. （原始内容存档于2021-10-18）.

### 杂志和期刊
- Beronä, David A. . Sunburn. Summer 1999, (11): 2–3  [2015-01-22]. （原始内容存档于2015-01-22）.
- Cohen, Martin S. . Journal of Modern Literature (Indiana University Press). 1977-04, 6 (2): 171–195. JSTOR 3831165.
- Smart, Tom. . Devil's Artisan (The Porcupine's Quill). Spring 2011, 68: 10–37  [2020-06-09]. （原始内容存档于2021-03-06）.
- Spiegelman, Art. . The Paris Review. 2010-10-13  [2020-06-09]. （原始内容存档于2014-11-29）.
- Witek, Joseph. . ImageTexT: Interdisciplinary Comics Studies (University of Florida). 2004, 1 (1)  [2020-06-09]. ISSN 1549-6732. （原始内容存档于2013-07-29）.

### 网页
- Bi, Jessie. . du9. 2009-05  [2020-06-10]. （原始内容存档于2014-03-15）.
- Reid, Calvin. . Publishers Weekly. 2014-04-25  [2020-06-10]. （原始内容存档于2015-01-22）.

## 扩展阅读
- Willett, Perry. . Indiana University Libraries. 1997. OCLC 36526265.
- Rhode, Mike; Furtwangler, Tom; Wybenga, David. . Michigan State University Libraries. 2003-07-23  [2020-06-09]. （原始内容存档于2019-08-06）.
- Bi, Jessie. . du9. 2006-06  [2020-06-10]. （原始内容存档于2020-05-31）.